# نساء بلا رجال (فلم 2009)
نساء بلا رجال هو فيلم من نوع دراما أُصدر في 2009. الفيلم من توزيع بيم للتوزيع ‏ وموزينت ‏، وهو من إخراج شيرين نشاط وشجاع اظهري ‏، أما السيناريو فكان من كتابة شجاع اظهري ‏ وشيرين نشاط وشهرنوش بارسي بور.
الفيلم مقتبس عن رواية بالعنوان ذاته للروائية الإيرانية شهرنوش بارسيبور، ولقد ترجمت الرواية إلى اللغة العربية وصدرت عن دار «صفحة سابعة» في السعودية عام 2019، بترجمة عبد الكريم بدرخان.

## طاقم التمثيل
- اورسوليا توث
- Mehdi Moinzadeh  [لغات أخرى]‏
- Shahbaz Noshir  [لغات أخرى]‏
- نافيد اخوان
- شهرنوش بارسي بور
- شبنم طلوعي
- يوسف نبيل
- بيجن دانشمند
- Mina Azarian [الإنجليزية]‏
- Said Oveissi  [لغات أخرى]‏
- بكاه فريدوني

## الإنتاج
موسيقى الفيلم التصويرية كانت من تأليف ريويتشي ساكاموتو.

## وصلات خارجية
- مقالات تستعمل روابط فنية بلا صلة مع ويكي بيانات